# Sve je rasvijetljeno (2005.)
Sve je rasvijetljeno (eng. Everything Is Illuminated) je američki humorno-dramski film iz 2005. godine redatelja Lieva Schreibera, napravljen po istoimenom literarnom predlošku.

## Radnja
Roman prikazuje doživljaje mladog američkog židova u potrazi za ženom koja je prije mnogo godina spasila njegova djeda od smrti u malom ukrajinskom gradiću kojeg su pokorili nacisti, a kroz kojeg ga vode brbljavi ukrajinski tumač jezika i njegov mrzovoljni djed.

## Glavne uloge
- Elijah Wood kao Jonathan Safran Foer
- Eugene Hutz kao Alex
- Boris Leskin kao djed
- Laryssa Lauret kao Lista
- Zuzana Hodkova kao Alexova majka
- Elias Bauer čuvar ovaca
- Lemeshev kao član benda
- Pamela Racine kao bubnjar

## Razlike između filma i knjige
- U filmu Alex šamara Sammya Davisa Jr., nakon čega on i Sammy Davis Jr. bivaju napadnuti od njegove bake. Toga nema u knjizi.
- Knjiga uključuje još jednu odvojenu priču, dok se film usredotočava na sadašnjost i u mnogome mijenja tu priču, koja objašnjava događaje koji se odvijaju u stvarnosti.
- U knjizi, Alexov djed počinjava samoubojstvo nakon što je putovanju došao kraj, tj. nakon što su se već svi događaji odigrali. Međutim u filmu se to događa mnogo ranije.
- Pri kraju priče u knjizi, Alexov otac napušta svoju obitelj, dok u filmu on predstavlja mnogo manje značajnog lika, koji se pri kraju niti ne spominje.

## Glazba
Film Sve je rasvijetljeno posjeduje jedinstvene glazbene uradke, koji uključuju glazbu ruskog ska punk benda Leningrad i onog od grupe Gogol Bordello, čiji je pjevač i glumio u filmu i to lik Alexa. Također treba napomenuti kako se u traileru nalazi i singlica denverskog indie rock benda DeVotchKa, no ista se ne nalazi na službenom albumu s glazbom iz filma.

## Nagrade
- Liev Schreiber je na Venecijanskom filmskom festivalu 2005. godine osvojio nagradu Laterna Magica.

## Vanjske poveznice
- Službene stranice  Arhivirana inačica izvorne stranice od 9. svibnja 2008. (Wayback Machine)
- Sve je rasvijetljeno u internetskoj bazi filmova IMDb-a
- Rotten Tomatoes  Arhivirana inačica izvorne stranice od 15. siječnja 2008. (Wayback Machine)
- Recenzija Rogera Eberta  Arhivirana inačica izvorne stranice od 23. rujna 2005. (Wayback Machine)